# ウィリアム・マルドゥーン

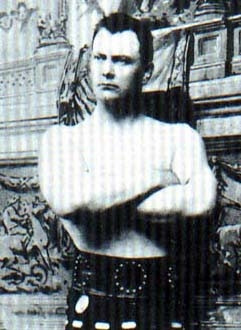
ウィリアム・マルドゥーン

ウィリアム・マルドゥーン（William Muldoon、1852年5月25日 - 1933年6月3日）は、アメリカ合衆国の元プロレスラーである。ニューヨーク州出身。
歴史上最も初期にプロとして活動したレスラーの一人で、その後のプロレスの発展に大きく貢献したためプロレスの父とも呼ばれる。
またボクシング界にも深く関わり、プロボクシングの発展にも多大な貢献を果たしたことで知られる。

## 経歴
1852年5月25日生まれとされるが、本人によれば1845年生まれで南北戦争に従軍したという。
現在のような競技化が進む前のグレコローマン式レスリングを学び、ニューヨーク市警察に勤務していた1876年にプロとしての活動を開始。
当時は時間無制限で8時間、9時間という試合が当たり前のように行われており、現在の制限時間制を導入したのがマルドゥーンとされる。
1877年、欧州グレコローマン王者を名乗ったアンドレ・クリスタルとアメリカン・カラー・アンド・エルボー王者を名乗ったジム・オーエンズを下し、自らプロフェッショナル・レスリング世界王者を名乗る。また現在のスポーツ新聞のようなものを出版して自分とライバル達との戦いのストーリーを掲載して人気を集め、全米レベルでのスター選手となる。
1887年、プロボクサーのジョン・L・サリバンと異種格闘技戦を行う（サリバンを場外に投げ落とし反則負け）が、八百長試合を疑われる。同年に現役を事実上引退し、私生活では親友だったサリバンのコーチに就任。ボクシングのクインズベリー・ルールの発展に尽力した。その後はジャック・デンプシーなどのコーチも務める。
エンターテインメント化の道を進み始めたプロレスには関心を失ったようで、その後もニューヨーク州体育協会に籍を置いてボクシング賭博の禁止や競技の安全面・衛生面の近代化に努めた。
1933年6月3日、癌で死去。プロレスとボクシング、二つのスポーツで殿堂入りを果たしている稀な人物でもある。